# Trans-Europ-Express
Pour les articles homonymes, voir Trans-Europ-Express (homonymie).
 (février 2010).
Les Trans-Europ-Express (TEE) étaient des trains de voyageurs européens de prestige, rapides et exclusivement de 1re classe. Mis en service à partir du 2 juin 1957, ils ont peu à peu disparu à partir du milieu des années 1980, jusqu'au début des années 1990 et après une résurrection en 1993, ils disparaissent totalement en 1995, au profit de nouvelles rames InterCity (IC), EuroCity (EC) et des trains à grande vitesse.
Destinés au départ à contrer la concurrence du transport aérien sur le segment de marché de la clientèle haut de gamme et du voyage d'affaires, les Trans-Europ-Express étaient exclusivement des trains :
- de jour,
- rapides (contrôles aux frontières simplifiés, voire effectués en route),
- exclusivement de première classe avec supplément spécial,
- offrant une restauration de qualité (voiture-restaurant et/ou restauration à la place, voiture-bar),
- circulant initialement sur des itinéraires internationaux (il y eut des dérogations par la suite),
- disposant, dans certains cas, de services spécifiques à bord (secrétariat, salon de coiffure, boutique à bord du Mistral Paris-Nice).

## Historique

### La naissance et le lancement des offres TEE

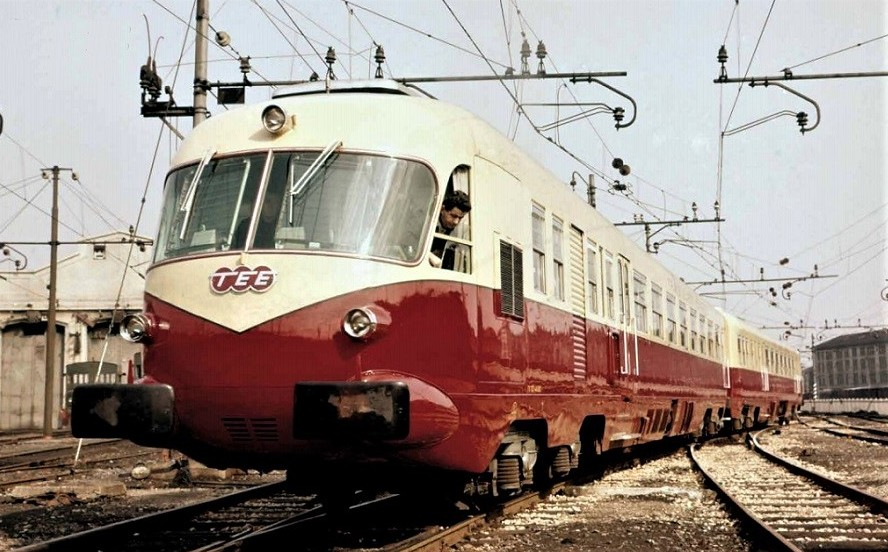
Rame automotrice Breda ALn 442 qui équipa les TEE Mont-Cenis, TEE Ligure, TEE Lemano et TEE Mediolanum jusqu'en 1982

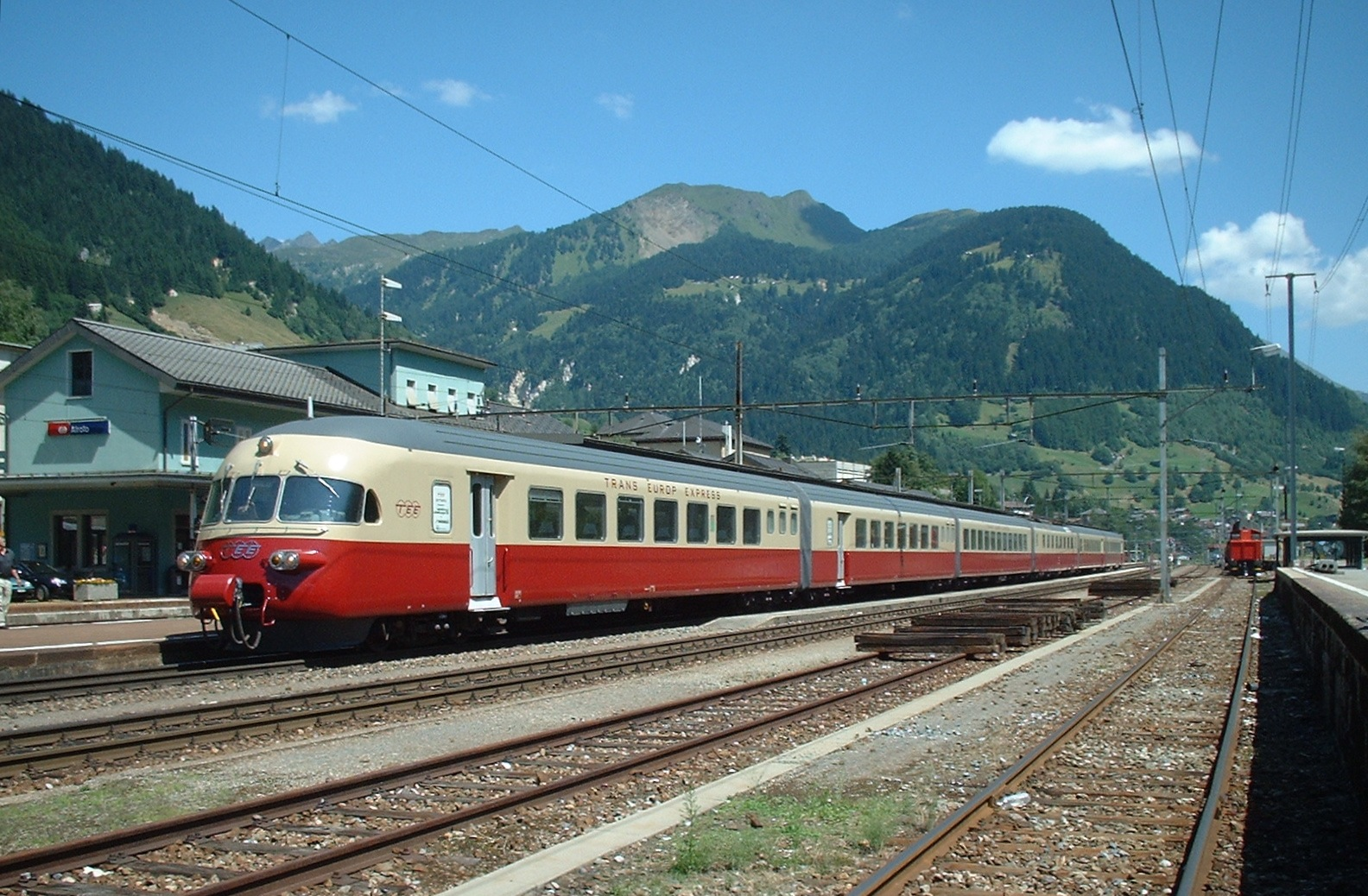
Rame automotrice RAe TEE II 1053 à Airolo qui équipa le Cisalpin Paris-Lausanne-Milan (train historique en 2003)

À la fin de la Seconde Guerre mondiale, les grands trains express européens présentent une image dégradée, du fait des destructions de matériel et du vieillissement de celui-ci, les voitures Pullman et lits datant des années 1920. Les machines à vapeur, les trains aux longs arrêts frontaliers commencent à dater face à l'essor de l'automobile et à l'aviation qui représentent le modernisme. De nouveaux trains de jour rapides et confortables, reliant les pays d'Europe apparaissent. Le principe du réseau « Trans-Europ-Express » (TEE) est formulé dans les années 1950 par le président des Chemins de fer néerlandais, Frans den Hollander. L'inauguration du nouveau service a lieu en 1957 par une coentreprise des chemins de fer nationaux français, néerlandais, ouest-allemands, belges, luxembourgeois, suisses et italiens (puis plus tard autrichiens et espagnols). Très vite, ces trains connaissent un grand succès, ce qui permet d'offrir une alternative entre le train et l'avion, alors en pleine croissance.
Dans un premier temps, afin de s'affranchir des frontières électriques séparant les réseaux ferrés européens, les TEE sont composés de matériels automoteurs diesel spécialisés, généralement aptes à la vitesse limite de 140 km/h, et disposant pour certains (rames VT611 de la DB par exemple) de la climatisation.
À partir de 1961, certains de ces trains sont prioritairement assurés en matériel automoteur électrique de conception suisse, le RAe TEE II ; et à partir de 1964 par des rames remorquées, dans certains cas par des locomotives électriques polycourant (prototypes BB 26000 renumérotées BB 30000, CC 40100 SNCF, série 15, 16 et 18 SNCB, série 184 et 181 DB).[réf. souhaitée]
Au service d'été du 30 mai 1965, le Mistral, assurant la liaison Paris-Nice, est admis dans la catégorie TEE, et à sa suite d'autres grands trains de service intérieur (le Capitole, l'Aquitaine, le Rheinpfeil, etc.).

### L'évolution

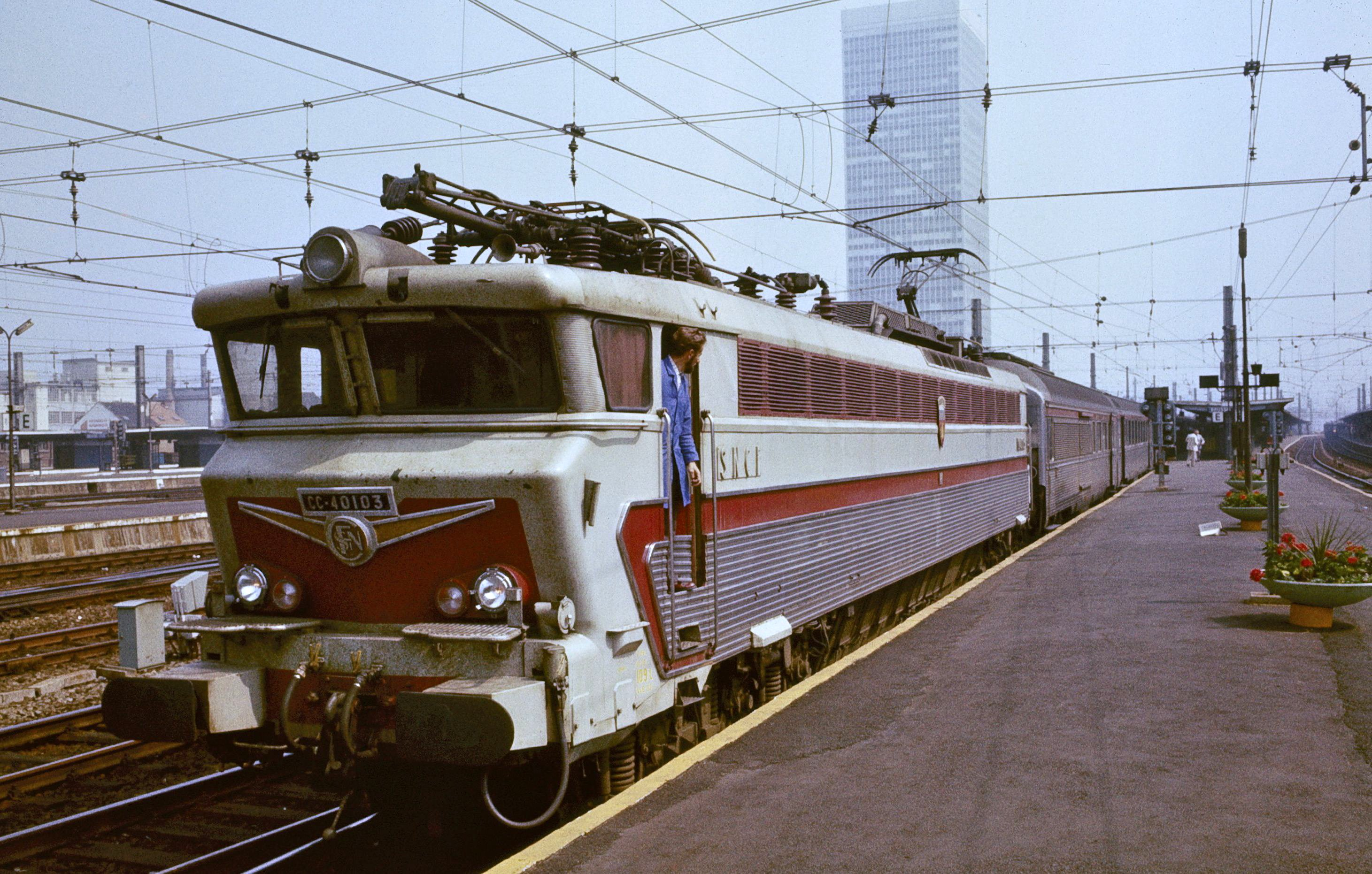
TEE l'Oiseau bleu Paris-Bruxelles à la gare du Midi de Bruxelles en 1979.

Dans l'idée de Den Hollander, le TEE n'aurait pas seulement dû être une coentreprise des différentes compagnies ferroviaires nationales, mais une seule et même compagnie à direction internationale qui aurait bénéficié du même personnel, matériel et administration pour tous les pays. À l'époque, peu de lignes étant électrifiées intégralement, l'utilisation de rames diesel a paru la plus appropriée. La gestion du matériel est restée très nationale, chaque pays présentant le meilleur de sa technique : la DB ouest-allemande a ainsi proposé, dès l'origine, un très bon matériel automoteur, tandis que la France a lancé, peu après, les plus rapides et plus prestigieux trains du réseau, suivie par l'Italie et la Suisse.
Le réseau TEE atteint son apogée en 1972, avec la desserte de près de 200 villes du continent européen, mais le choc pétrolier de 1973 incita rapidement les chemins de fer à réaliser des économies, par la suppression ou la banalisation des services les moins rentables. Le deuxième choc pétrolier, en 1979, porta un nouveau coup au réseau : seuls les trains les plus fréquentés demeurèrent en service. Toutefois, il n'y avait pas d'intention, alors, de mettre fin à l'existence même des TEE. Ainsi un dernier TEE est créé, le Jules Verne, Paris-Nantes, au service d'hiver du 28 septembre 1980 avec utilisation des voitures type Mistral 69 puis échangées avec des Grand Confort aptes à 200 km/h provenant des compositions Kléber et Stanislas.
Toutefois, la concurrence aérienne, pour les plus longs trajets et la baisse du prix des billets provoquent une hémorragie de la clientèle fidèle aux TEE. Le déclin s'accentue inexorablement dans les années 1980 à 1983.

### La fin
Au fil des années 1980, le réseau Trans-Europ-Express est fortement réduit. Les TEE sont progressivement remplacés par des InterCity (IC) et ouverts à la deuxième classe. À partir du service d'été du 31 mai 1987, ceux de ces InterCity qui ont un parcours international sont convertis en EuroCity (EC). Le 31 mai 1991 avec le Faidherbe marque donc la fin des TEE après trente-quatre années d'existence. Néanmoins, à partir de 1993, et jusqu'au remplacement définitif des trains classiques par des TGV sur les parcours Paris-Bruxelles, le nom TEE fut réutilisé brièvement sur ces relations en remplacement du label EuroCity, mais avec maintien de la deuxième classe dans les trains concernés. Cette initiative permettait en fait un passage de relais symbolique entre le TEE avec les TGV et Thalys.
Le matériel connait un sort variable selon les pays. En France, le matériel du Mistral est vendu partiellement à la compagnie nationale des chemins de fer de Cuba, Ferrocuba, une autre partie étant gardée par la SNCF afin d'être acquise par La Société des Trains Exposition - Parc ex-TEE tandis que les voitures Grand-Confort sont transformées pour quarante-deux d'entre elles de 1990 à 1993 par les Ateliers de Périgueux en ce qui concerne le service Euraffaires, deux trains sont utilisés sur Paris-Toulouse, idem sur Paris-Strasbourg  avant la mise en service des trains TEOZ sur ces deux premières relations et pareil sur Paris-Luxembourg avant l'arrivée du TGV Est sur les deux dernières qui sont pour le reste démolies.
En Allemagne et en Italie, les voitures furent versées au parc des InterCity et EuroCity, une partie des voitures allemandes est toujours en service en 2021, utilisées dans des IC allemands ou revendues à l'étranger.
En Suisse, les rames RAe_TEE_II furent rénovées, équipées de sièges de deuxième classe et affectées au service EuroCity. Leur nouvelle livrée leur valut le surnom de « souris grise ». La rame 1053 fut restaurée, et repeinte avec le livrée TEE. Il est possible de la louer pour des sorties privées dans le cadre d’une course spéciale (par exemple pour une société, une association ou une manifestation spéciale d'entreprise). Ce train spécial comporte 210 places assises en 1re classe et peut circuler dans toute la Suisse, selon les vœux de celui qui le loue.
Néanmoins, après une réunion des ministres européens des transports le 21 septembre 2021, le ministre allemand des transports Andreas Scheuer a exprimé son souhait de créer un « TEE 2.0 » en créant un partenariat avec les entreprises ferroviaires nationales des pays qui souhaiteraient faire partie du projet.

## Matériels engagés et capacités techniques

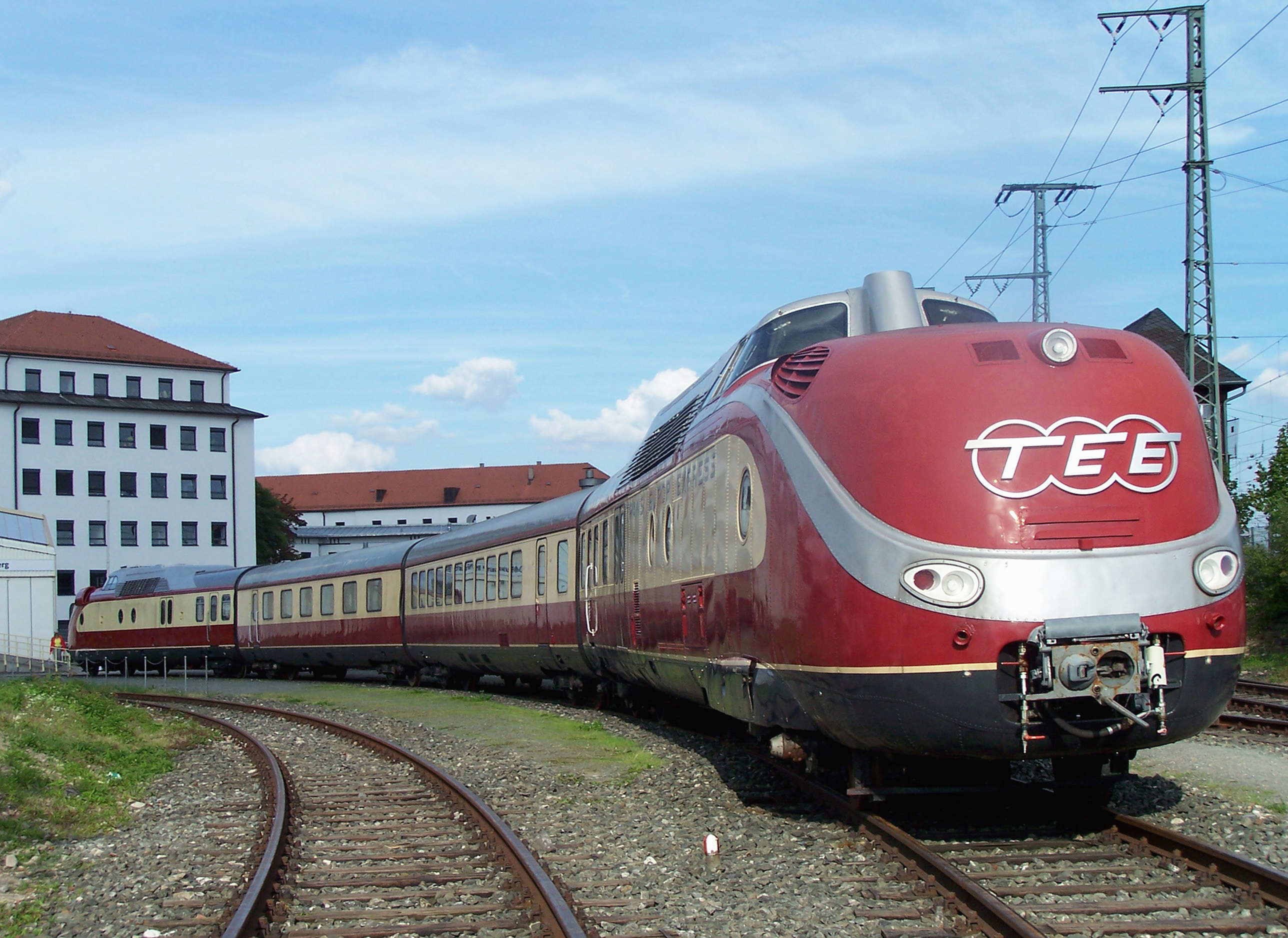
Rame automotrice allemande VT 11.5 avec une motrice BR 601 Diesel et une BR 602 à turbine à gaz. Ces rames ont équipé le Parsifal Paris-Hambourg à ses débuts.

Les premiers matériels engagés en 1957 étaient des rames automotrices diesel :
- RGP1 X 2770 pour la SNCF
- ALn 442-448 pour les FS
- VT 11.5 (en) pour la DB
- Série DE-IV 1001-1003 pour les NS / RAm TEE1 501-502 pour les CFF

Parmi les matériels remorqués emblématiques engagés sur ces trains, on peut citer :
- le matériel TEE de la DB, et notamment les voitures Vista Dome incluses dans les années 60 et 70 dans la composition du Rheingold (Amsterdam-Coire) ;
- les matériels TEE PBA (Paris-Bruxelles-Amsterdam), Mistral 69 et Grand confort[réf. souhaitée] de la SNCF ;
- le matériel TEE “type Gran Confort” des FS ;
- le matériel Talgo IIIRD utilisé sur le Catalan-Talgo.

Les TEE, en tant que trains de prestige des réseaux ferrés européens, utilisent pleinement les capacités de vitesse des lignes qu'ils parcourent, et sont généralement les premiers à bénéficier des relèvements de vitesse, lesquels sont même parfois réalisés pour eux. Ainsi le 30 mai 1965 la vitesse du Mistral est portée à 160 km/h. Dès 1967, le Capitole roule à 200 km/h entre les Aubrais et Vierzon. La vitesse limite sur la ligne Paris-Bordeaux est relevée à 200 km/h au service d'été du 23 mai 1971 pour permettre aux TEE l'Aquitaine et l'Étendard d'abattre la distance (581 km) en 4 heures juste sans arrêt (par la suite, leur marche fut encore accélérée, avec un tracé en 3 h 49).
En France, le TEE Aquitaine, prestigieusement numéroté 1, demeure le train le plus rapide d'Europe, avant l'arrivée du TGV. En Allemagne, le TEE Blauer Enzian[réf. souhaitée] est tracé à 200 km/h, sur soixante kilomètres, entre Augsbourg et Munich à partir de la fin des années 1960.
Les TEE ont participé à la renaissance du chemin de fer de l'après-guerre et ont ouvert la voie à des coopérations européennes, comme les services Eurostar ou Thalys.

## Liste des TEE

Le réseau des Trans-Europ-Express pendant l'hiver 1974-1975.

| Numéro des trains                          | Nom                                         | Parcours                                                                                                 | Période d’activité |
| ------------------------------------------ | ------------------------------------------- | --- | --- |
| TEE 92/93                                  | Adriatico                                   | Milan - Rimini (it) - Ancône (it) - Bari                                                                 | 03.06.1973 – 30.05.1987 |
| TEE 8/9                                    | Albert-Schweitzer                           | Strasbourg - Bonn - Cologne - Dortmund                                                                   | 02.06.1980 – 27.05.1983 |
| TEE 78/79                                  | Ambrosiano                                  | Milan - Rome                                                                                             | 26.05.1974 – 30.05.1987 |
| TEE 1/2                                    | L'Aquitaine (train le plus rapide d'Europe) | Paris - Bordeaux (à partir de 1983 Biarritz - Irun)                                                      | 23.05.1971 – 02.06.1984 |
| TEE 64/65                                  | L'Arbalète                                  | Paris - Troyes - Belfort - Mulhouse - Bâle - Zurich                                                      | 02.06.1957 – 26.05.1979 |
| TEE 88/89                                  | Aurora                                      | Rome - Reggio de Calabre (it)                                                                            | 26.05.1974 – 31.05.1975 |
| TEE 14/15                                  | Bacchus                                     | Munich - Dortmund                                                                                        | 28.05.1979 – 30.05.1980 |
| TEE 66/67                                  | Bavaria                                     | Munich - Zurich                                                                                          | 28.09.1969 – 21.05.1977 |
| TEE 84/85                                  | Brabant                                     | Paris - Bruxelles                                                                                        | 26.05.1963 – 02.06.1984 |
| TEE 83/86                                  | Brabant II                                  | Paris - Bruxelles                                                                                        | 23.05.1993 –22.01.1995 |
| TEE 90/91                                  | Blauer Enzian (la Gentiane Bleue)           | Hambourg - Munich - Klagenfurt - Zell am See                                                             | 30.05.1965 – 26.05.1979 |
| TEE 74/75/76/77                            | Le Capitole                                 | Paris - Limoges - Toulouse                                                                               | 27.05.1970 – 29.09.1984 |
| TEE 70-71/72-73                            | Catalan-Talgo[réf. souhaitée]               | Genève - Grenoble / Lyon - Avignon - Nîmes - Montpellier - Barcelone                                     | 01.06.1969 – 22.05.1982 |
| TEE 22/23                                  | Cisalpin                                    | Paris - Lausanne - Milan - Venise                                                                        | 01.07.1961 – 21.01.1984 |
| TEE 68/69                                  | Colosseum                                   | Rome - Milan                                                                                             | 03.06.1984 – 30.05.1987 |
| TEE 34-35/36-37                            | Cycnus                                      | Milan - Gênes - Vintimille                                                                               | 30.09.1973 – 27.05.1978 |
| TEE 42/43                                  | Diamant I                                   | Anvers - Bruxelles - Cologne - Dortmund                                                                  | 30.05.1965 – 29.05.1976 |
| TEE 80/81                                  | Diamant II                                  | Munich - Hambourg                                                                                        | 27.05.1979 – 29.05.1981 |
| TEE 90/93                                  | Edelweiss                                   | Amsterdam - Anvers - Bruxelles - Luxembourg - Strasbourg - Bâle - Zurich                                 | 02.06.1957 – 26.05.1979 |
| TEE 26/27                                  | Erasmus                                     | Munich - Nuremberg - La Haye                                                                             | 03.06.1973 – 31.05.1980 |
| TEE 4/5                                    | L'Étendard                                  | Bordeaux - Angoulême - Poitiers - Saint-Pierre-des-Corps - Paris (à partir de 1973 provenance d'Hendaye) | 26.09.1971 – 02.06.1984 |
| TEE 82/85                                  | L'Étoile du Nord                            | Paris - Bruxelles - Anvers - La Haye - Rotterdam - Amsterdam                                             | 02.06.1957 – 02.06.1984 |
| TEE 34/35                                  | Faidherbe                                   | Paris - Lille - Roubaix - Tourcoing                                                                      | 02.10.1978 – 28.09.1990 par la perte du label dans le sens impair et 31.05.1991 par suppression définitive dans l'autre sens. |
| TEE 16/17                                  | Friedrich Schiller                          | Dortmund - Stuttgart                                                                                     | 27.05.1979 – 21.05.1982 |
| TEE 14/15                                  | Gambrinus                                   | Hambourg - Cologne - Munich                                                                              | 29.05.1978 – 27.05.1983 |
| TEE 36/37                                  | Gayant                                      | Paris - Douai - Lille - Roubaix - Tourcoing                                                              | 02.10.1978 – 30.05.1986 |
| TEE 50/51                                  | Goethe I                                    | Paris - Metz - Francfort-sur-le-Main                                                                     | 31.05.1970 – 31.05.1975 |
| TEE 24/25                                  | Goethe II                                   | Francfort-sur-le-Main - Dortmund                                                                         | 27.05.1979 – 27.05.1983 |
| TEE 58/59                                  | Gottardo                                    | Zurich - Milan                                                                                           | 01.07.1961 – 30.05.1987 |
| TEE 28/29                                  | Heinrich Heine                              | Francfort-sur-le-Main - Dortmund                                                                         | 27.05.1979 – 27.05.1983 |
| TEE 78/79                                  | Helvetia                                    | Zurich - Francfort-sur-le-Main - Hambourg                                                                | 02.06.1957 – 26.05.1979 |
| TEE 103/148, 71/74, 81/86, 88/81 et 85/80. | Île de France                               | Paris - Bruxelles - Anvers - La Haye - Amsterdam                                                         | 02.06.1957 – 30.05.1987 |
| TEE 80/85                                  | Île de France II                            | Paris - Bruxelles                                                                                        | 23.05.1993 –22.01.1995 pour le 80 et 26.05.1995 pour le 85                                                                    |
| TEE 91/92                                  | Iris                                        | Zurich - Bâle - Strasbourg - Luxembourg - Bruxelles                                                      | 26.05.1974 – 30.05.1981 |
| TEE 30/31                                  | Jules Verne                                 | Paris - Angers - Nantes                                                                                  | 28.09.1980 – 22.09.1989 |
| TEE 60/61                                  | Kléber                                      | Paris - Nancy - Strasbourg                                                                               | 23.05.1971 – 27.05.1989 |
| TEE 24/25                                  | Lemano                                      | Milan - Genève                                                                                           | 01.06.1958 – 22.05.1982 |
| TEE 45-46/47-48                            | Ligure                                      | Milan - Monaco - Nice - Cannes - Marseille - Avignon                                                     | 12.09.1957 – 22.05.1982 |
| TEE 12/13                                  | Le Lyonnais                                 | Paris - Lyon                                                                                             | 09.02.1969 – 26.09.1976 |
| TEE 84/85                                  | Mediolanum                                  | Milan - Munich                                                                                           | 15.10.1957 – 02.06.1984 |
| TEE 86/79                                  | Memling                                     | Paris-Nord - Bruxelles                                                                                   | 29.09.1974 – 02.06.1984 |
| TEE 34/35                                  | Merkur                                      | Stuttgart - Cologne - Copenhague                                                                         | 26.05.1974 – 27.05.1978 |
| TEE 10/11                                  | Le Mistral                                  | Paris - Dijon - Lyon - Valence - Avignon - Marseille - Toulon - Saint-Raphaël - Cannes - Antibes - Nice  | 30.05.1965 – 26.09.1981 |
| TEE 23/24                                  | Mont-Cenis                                  | Lyon - Turin - Milan                                                                                     | 02.06.1957 – 30.09.1972 |
| TEE 40/41                                  | Molière (ex Paris-Ruhr)                     | Paris - Maubeuge - Liège - Cologne - Dortmund                                                            | 02.06.1957 – 25.05.1979 |
| TEE 80/89                                  | L'Oiseau Bleu                               | Paris - Saint-Quentin - Bruxelles                                                                        | 02.06.1957 – 02.06.1984 |
| TEE 32/33                                  | Parsifal                                    | Paris - Cologne - Brême - Hambourg                                                                       | 03.10.1957 – 25.05.1979 |
| TEE 86/87, 96/97 et 26/27                  | Prinz Eugen                                 | Brême - Hanovre - Cologne - Francfort-sur-le-Main - Passau - Vienne                                      | 26.09.1971 – 28.05.1978 |
| TEE 11/12 puis 10/11                       | Rembrandt                                   | Amsterdam - Stuttgart - Munich                                                                           | 28.05.1967 – 28.05.1983 |
| TEE 6/7                                    | Rheingold I (l'Or du Rhin)                  | Amsterdam - Genève - Zurich - Coire - Milan                                                              | 30.05.1965 – 30.05.1987 |
| TEE 16/17                                  | Rheingold II                                | Amsterdam - Francfort-sur-le-Main - Nördlingen (de) - Munich                                             | 23.05.1982 – 30.05.1987 |
| TEE 31/32, 35/36 et 22/23                  | Rhein-Main - Van Beethoven                  | Amsterdam - Francfort-sur-le-Main                                                                        | 02.06.1957 - 28.05.1972 – 26.05.1979                                                                                          |
| TEE 21/22                                  | Rheinpfeil (la Flèche du Rhin)              | Dortmund - Francfort-sur-le-Main - Munich                                                                | 30.05.1965 – 25.09.1971 |
| TEE 74/75                                  | Roland I                                    | Brême - Bâle - Milan                                                                                     | 01.06.1969 – 26.05.1979 |
| TEE 90/91                                  | Roland II                                   | Brême - Francfort-sur-le-Main - Stuttgart                                                                | 28.05.1979 – 30.05.1980 |
| TEE 78/79 et 81/84                         | Rubens                                      | Paris - Bruxelles                                                                                        | 29.09.1974 – 30.05.1987 |
| TEE 81/84                                  | Rubens II                                   | Paris - Bruxelles                                                                                        | 23.05.1993 –22.01.1995 |
| TEE 16/17                                  | Le Rhodanien                                | Paris - Avignon - Marseille                                                                              | 23.05.1971 – 29.09.1978 |
| TEE 28/29                                  | Saphir                                      | Francfort-sur-le-Main - Bruxelles                                                                        | 02.06.1957 – 26.05.1979 |
| TEE 68/69                                  | Settebello                                  | Rome - Milan                                                                                             | 26.05.1974 – 02.06.1984 |
| TEE 62/63                                  | Stanislas                                   | Strasbourg - Nancy - Paris                                                                               | 26.09.1971 – 25.09.1982 |
| TEE 56/57                                  | Ticino                                      | Zurich - Milan                                                                                           | 01.07.1961 – 25.09.1982 |
| TEE 94/95                                  | Vesuvio                                     | Milan - Rome - Naples                                                                                    | 30.09.1973 – 30.05.1987 |
| TEE 38/39                                  | Watteau                                     | Paris - Longueau (Amiens) - Arras - Lille - Roubaix - Tourcoing                                          | 02.10.1978 – 28.09.1990 qui est le dernier dernier jour de circulation du 38 et 31.05.1991 pour le 39                         |
| TEE 88/89                                  | Watteau II                                  | Paris - Bruxelles                                                                                        | 23.05.1993 –22.01.1995 pour le 89 et 26.05.1995 pour le 88                                                                    |
| TEE 61/62                                  | LH 1001/2                                   | Francfort-sur-le-Main - Düsseldorf                                                                       | 28.03.1982 et à partir du 01.06.1986 pour le nouveau nom 22.05.1993                                                           |
| TEE 63/64                                  | LH 1003/4                                   | Francfort-sur-le-Main - Düsseldorf                                                                       | 28.03.1982 et à partir du 01.06.1986 pour le nouveau nom 22.05.1993                                                           |
| TEE 65/66                                  | LH 1005/6                                   | Francfort-sur-le-Main - Düsseldorf                                                                       | 28.03.1982 et à partir du 01.06.1986 pour le nouveau nom 22.05.1993                                                           |
| TEE 67/68                                  | LH 1007/8                                   | Francfort-sur-le-Main - Düsseldorf                                                                       | 28.03.1982 et à partir du 01.06.1986 pour le nouveau nom 22.05.1993                                                           |

- Les numéros et les itinéraires des lignes TEE correspondent au dernier jour de chaque service.
- Les quatre derniers TEE de la liste étaient affrétés par la compagnie aérienne nationale allemande Lufthansa[réf. nécessaire], pour remplacer des vols courts intérieurs, et n'étaient, exceptionnellement, pas baptisés.

## Autour des TEE
- Le réalisateur Alain Robbe-Grillet a sorti le film Trans-Europ-Express en 1966.
- L'ami américain de Wim Wenders film sorti en 1977 avec Dennis Hopper et Bruno Ganz se passe dans une rame VT des TEE en Allemagne à la fin.
- L'amour braqué d'Andrzej Żuławski avec Sophie Marceau film sorti en 1985 dont la scène principale se passe dans le TEE Kléber entre Paris et Nancy.
- Trans-Europe-Express est le nom du sixième album studio (1977) du groupe allemand de musique électronique Kraftwerk.
- Hervé Rozoum était le guitariste du groupe Trans Europe Express.
- L'émission politique de Christine Ockrent France Europe Express se déroulait dans un décor évoquant une voiture-salon de Trans-Europ-Express.
- Une partie de l'album BD de Ric Hochet, Suspense à la télévision, paru en 1968, se déroule dans le TEE Île-de-France.